# Supercopa Sudamericana de Campeones Intercontinentales
La Supercopa Sudamericana de Campeones Intercontinentales (Supercopa Sul-Americana dos Campeões Intercontinentais en portugués), Supercopa Sudamericana Intercontinental (Supercopa Sul-Americana Intercontinental en portugués), Recopa Sudamericana de Campeones Intercontinentales (Recopa Sul-Americana dos Campeões Intercontinentais en portugués) o Recopa Sudamericana Intercontinental (Recopa Sul-Americana Intercontinental en portugués) fue un torneo internacional oficial a nivel de clubes organizado por la CONMEBOL; en el cual tal y como su nombre lo indica, únicamente podían participar los clubes sudamericanos pertenecientes a países afiliados a la CONMEBOL que hayan ganado la Copa Intercontinental.

## Historia
En 1968 la CONMEBOL y la UEFA decidieron que todos los clubes que hayan ganado la Copa Intercontinental jugaran un torneo en donde pudieran enfrentarse entre sí. El nuevo torneo se llamaría Supercopa de Campeones Intercontinentales. Decidieron dividir el torneo en dos zonas, la europea (UEFA) y la sudamericana CONMEBOL), y los ganadores de cada zona se enfrentarían entre sí en una final para definir al campeón de la Supercopa de Campeones Intercontinentales. Sin embargo, la CONMEBOL decidió que en su zona de clasificación se pusiera en juego un trofeo y fuera convertida en un torneo internacional oficial llamado Supercopa Sudamericana de Campeones Intercontinentales en el cual sólo jugarían los clubes sudamericanos ganadores de la Copa Intercontinental.
La Supercopa Sudamericana de Campeones Intercontinentales sólo tuvo dos ediciones, debido a la falta de interés de los clubes europeos en querer jugar la Supercopa de Campeones Intercontinentales.

## Formato de juego
El sistema de juego consistía en que todos los clubes sudamericanos que hayan ganado la Copa Intercontinental se enfrentaban todos entre sí a partidos de ida y vuelta, y el equipo que más puntos haya obtenido era el campeón y se le entregaba un trofeo. Se entregaban 2 puntos por partidos ganados, 1 punto por partidos empatados, y 0 puntos por partidos perdidos.
El equipo campeón clasificaba a la Supercopa de Campeones Intercontinentales en donde se enfrentaría al ganador de la zona europea —los clubes europeos que hayan ganado la Copa Intercontinental también tenían que eliminarse entre sí y el ganador europeo jugaba contra el campeón sudamericano la Supercopa de Campeones Intercontinentales—.

## Ediciones

### 1968
En esta edición participaron tres clubes los cuales fueron Peñarol (campeón de la Copa Intercontinental 1961), Santos (campeón de la Copa Intercontinental 1962 y de la Copa Intercontinental  1963) y Racing (campeón de la Copa Intercontinental 1967).
Los tres clubes se enfrentaron en un sistema de todos contra todos a partidos de ida y vuelta, al final el Santos se consagró campeón del torneo, y clasificó a la Supercopa de Campeones Intercontinentales 1968 en donde se enfrentaría al Inter de Milán (ganador de la zona europea —debido a que el Real Madrid se negó jugar por falta de interés—); y al final el Santos se consagraría campeón de la Supercopa de Campeones Intercontinentales 1968 (al ganar 1 a 0 en la ida en Italia, y debido a que el Inter de Milán se negó a jugar el partido de vuelta en Brasil).

### 1969
En esta edición participaron cuatro clubes los cuales fueron Peñarol (campeón de la Copa Intercontinental 1961), Santos (campeón de la Copa Intercontinental 1962 y de la Copa Intercontinental  1963) y Racing (campeón de la Copa Intercontinental 1967) y Estudiantes (campeón de la Copa Intercontinental 1968).
Los cuatro clubes se enfrentaron en un sistema de todos contra todos a partidos de ida y vuelta, al final el Peñarol se consagró campeón del torneo, y clasificó a la Supercopa de Campeones Intercontinentales 1969 en donde debía enfrentarse al ganador de la zona europea la cual estaba conformada por el Inter de Milán, el Milan y el Real Madrid, pero debido a la falta de interés de los tres clubes europeos, Peñarol fue declarado automáticamente campeón de la Supercopa de Campeones Intercontinentales 1969 —debido al retiro de los europeos—.
Esta edición quedaría inconclusa debido a que Santos y Estudiantes se negaron a jugar su último partido debido a que ambos equipos ya no tenían chances de llevarse el título.

### 1970
En esta edición iban a participar cuatro clubes los cuales iban a ser Peñarol (campeón de la Copa Intercontinental 1961), Santos (campeón de la Copa Intercontinental 1962 y de la Copa Intercontinental  1963) y Racing (campeón de la Copa Intercontinental 1967) y Estudiantes (campeón de la Copa Intercontinental 1968); pero nunca se llegó a jugar. El motivo de la cancelación de esta edición se debió a que la Supercopa de Campeones Intercontinentales 1970 fue cancelada debido al desinterés de los clubes europeos (Feyenoord, Inter de Milán, Milan y Real Madrid) en querer jugar su zona de clasificación a la Supercopa de Campeones Intercontinentales 1970.

## Campeones
| Año           | Campeón   | Subcampeón | Tercero     | Cuarto    |
| 1968 Detalles | Santos    | Peñarol    | Racing      | —         |
| 1969 Detalles | Peñarol   | Racing     | Estudiantes | Santos    |
| 1970 Detalles | Cancelada | Cancelada  | Cancelada   | Cancelada |

## Palmarés

### Títulos por clubes
| Club        | Campeón  | Subcampeón | Tercero  | Cuarto   |
| Peñarol     | 1 (1969) | 1 (1968)   | 0        | 0        |
| Santos      | 1 (1968) | 0          | 0        | 1 (1969) |
| Racing      | 0        | 1 (1969)   | 1 (1968) | 0        |
| Estudiantes | 0        | 0          | 1 (1969) | 0        |

### Títulos por países
| País      | Campeón  | Subcampeón | Tercero         | Cuarto   |
| Uruguay   | 1 (1969) | 1 (1968)   | 0               | 0        |
| Brasil    | 1 (1968) | 0          | 0               | 1 (1969) |
| Argentina | 0        | 1 (1969)   | 2 (1968 y 1969) | 0        |

## Goleadores por edición
| Edición | Goleador                | Club    | Goles |
| 1968    | Pedro Rocha             | Peñarol | 3     |
| 1968    | Wálter Machado da Silva | Racing  | 3     |
| 1968    | Toninho Guerreiro       | Santos  | 3     |
| 1969    | Pedro Rocha             | Peñarol | 6     |

## Tabla histórica
| # | Equipo      | País      | Títls. | Part. | PJ | PG | PE | PP | GF | GC | DG  | PTOS |
| 1 | Peñarol     | Uruguay   | 1      | 2     | 10 | 6  | 2  | 2  | 18 | 8  | +10 | 14   |
| 2 | Racing      | Argentina | 0      | 2     | 10 | 3  | 3  | 4  | 9  | 14 | –5  | 9    |
| 3 | Santos      | Brasil    | 1      | 2     | 9  | 4  | 0  | 4  | 11 | 14 | –3  | 8    |
| 4 | Estudiantes | Argentina | 0      | 1     | 5  | 1  | 1  | 3  | 5  | 7  | –2  | 3    |